# Črni Potok pri Velikih Laščah
Črni Potok pri Velikih Laščah este o localitate din comuna Ribnica, Slovenia, cu o populație de 29 de locuitori.